# Danh sách đĩa đơn quán quân Hot 100 năm 1978 (Mỹ)
Billboard Hot 100, công bố hàng tuần bởi tạp chí Billboard, là bảng xếp hạng các đĩa đơn thành công nhất tại thị trường âm nhạc Hoa Kỳ. Các số liệu cho việc xếp hạng được Nielsen SoundScan tổng hợp chung dựa trên doanh số đĩa thường và nhạc số và tần suất phát trên sóng phát thanh.

## Lịch sử xếp hạng
| Ngày phát hành   | Bài hát                          | Nghệ sĩ                             |
| ---------------- | -------------------------------- | ----------------------------------- |
| Tháng 1 ngày 7   | "How Deep Is Your Love"          | Bee Gees                            |
| Tháng 1 ngày 14  | "Baby Come Back"                 | Player                              |
| Tháng 1 ngày 21  | "Baby Come Back"                 | Player                              |
| Tháng 1 ngày 28  | "Baby Come Back"                 | Player                              |
| Tháng 2 ngày4    | "Stayin' Alive"                  | Bee Gees                            |
| Tháng 2 ngày11   | "Stayin' Alive"                  | Bee Gees                            |
| Tháng 2 ngày18   | "Stayin' Alive"                  | Bee Gees                            |
| Tháng 2 ngày25   | "Stayin' Alive"                  | Bee Gees                            |
| Tháng 3 ngày4    | "(Love Is) Thicker Than Water"   | Andy Gibb                           |
| Tháng 3 ngày11   | "(Love Is) Thicker Than Water"   | Andy Gibb                           |
| Tháng 3 ngày18   | "Night Fever"                    | Bee Gees                            |
| Tháng 3 ngày25   | "Night Fever"                    | Bee Gees                            |
| Tháng 4 ngày 1   | "Night Fever"                    | Bee Gees                            |
| Tháng 4 ngày 8   | "Night Fever"                    | Bee Gees                            |
| Tháng 4 ngày 15  | "Night Fever"                    | Bee Gees                            |
| Tháng 4 ngày 22  | "Night Fever"                    | Bee Gees                            |
| Tháng 4 ngày 29  | "Night Fever"                    | Bee Gees                            |
| Tháng 5 ngày 6   | "Night Fever"                    | Bee Gees                            |
| Tháng 5 ngày 13  | "If I Can't Have You"            | Yvonne Elliman                      |
| Tháng 5 ngày 20  | "With a Little Luck"             | Wings                               |
| Tháng 5 ngày 27  | "With a Little Luck"             | Wings                               |
| Tháng 6 ngày 3   | "Too Much, Too Little, Too Late" | Johnny Mathis và Deniece Williams   |
| Tháng 6 ngày 10  | "You're the One That I Want"     | John Travolta và Olivia Newton-John |
| Tháng 6 ngày 17  | "Shadow Dancing"                 | Andy Gibb                           |
| Tháng 6 ngày 24  | "Shadow Dancing"                 | Andy Gibb                           |
| Tháng 7 ngày 1   | "Shadow Dancing"                 | Andy Gibb                           |
| Tháng 7 ngày 8   | "Shadow Dancing"                 | Andy Gibb                           |
| Tháng 7 ngày 15  | "Shadow Dancing"                 | Andy Gibb                           |
| Tháng 7 ngày 22  | "Shadow Dancing"                 | Andy Gibb                           |
| Tháng 7 ngày 29  | "Shadow Dancing"                 | Andy Gibb                           |
| Tháng 8 ngày 5   | "Miss You"                       | The Rolling Stones                  |
| Tháng 8 ngày 12  | "Three Times a Lady"             | Commodores                          |
| Tháng 8 ngày 19  | "Three Times a Lady"             | Commodores                          |
| Tháng 8 ngày 26  | "Grease"                         | Frankie Valli                       |
| Tháng 9 ngày 2   | "Grease"                         | Frankie Valli                       |
| Tháng 9 ngày 9   | "Boogie Oogie Oogie"             | A Taste of Honey                    |
| Tháng 9 ngày 16  | "Boogie Oogie Oogie"             | A Taste of Honey                    |
| Tháng 9 ngày 23  | "Boogie Oogie Oogie"             | A Taste of Honey                    |
| Tháng 9 ngày 30  | "Kiss You All Over"              | Exile                               |
| Tháng 10 ngày 7  | "Kiss You All Over"              | Exile                               |
| Tháng 10 ngày 14 | "Kiss You All Over"              | Exile                               |
| Tháng 10 ngày 21 | "Kiss You All Over"              | Exile                               |
| Tháng 10 ngày 28 | "Hot Child in the City"          | Nick Gilder                         |
| Tháng 11 ngày 4  | "You Needed Me"                  | Anne Murray                         |
| Tháng 11 ngày 11 | "MacArthur Park"                 | Donna Summer                        |
| Tháng 11 ngày 18 | "MacArthur Park"                 | Donna Summer                        |
| Tháng 11 ngày 25 | "MacArthur Park"                 | Donna Summer                        |
| Tháng 12 ngày 2  | "You Don't Bring Me Flowers"     | Barbra Streisand và Neil Diamond    |
| Tháng 12 ngày 9  | "Le Freak"                       | Chic                                |
| Tháng 12 ngày 16 | "You Don't Bring Me Flowers"     | Barbra Streisand and Neil Diamond   |
| Tháng 12 ngày 23 | "Le Freak"                       | Chic                                |
| Tháng 12 ngày 30 | "Le Freak"                       | Chic                                |